# Amtsgericht Alsleben
Das Amtsgericht Alsleben war ein deutsches Amtsgericht mit Sitz in Alsleben (Saale).

## Geschichte
Von 1849 bis 1879 bestand in Alsleben die Gerichtskommission Alsleben des Kreisgericht Eisleben im Sprengel des Appellationsgerichtes Naumburg. Im Rahmen der Reichsjustizgesetze wurden 1879 reichsweit einheitlich Oberlandes-, Land- und Amtsgerichte gebildet. Das königlich preußische Amtsgericht Alsleben wurde mit Wirkung zum 1. Oktober 1879 als eines von 18 Amtsgerichten im Bezirk des Landgerichtes Halle im Bezirk des Oberlandesgerichtes Naumburg gebildet. Der Sitz des Gerichts war die Stadt Alsleben. Sein Gerichtsbezirk umfasste aus dem Mansfelder Seekreis den Stadtbezirk Alsleben, die Amtsbezirke Alsleben und Belleben, aus dem Amtsbezirk Nelben die Gemeindebezirke Gnölbzig und Nelben und der Gutsbezirk Gnölbzig sowie aus dem Saalkreis aus dem Amtsbezirk Beesenlaublingen die Gemeindebezirke Beesenlaublingen, Beesedau und Mucrena und die Gutsbezirke Domäne Neubeesen und Poplitz. Am Gericht bestand 1880 eine Richterstelle. Das Amtsgericht war damit ein kleines Amtsgericht im Landgerichtsbezirk.
1952 wurden in der DDR die Amts-, Land- und Oberlandesgerichte abgeschafft und einheitlich Kreis- und Bezirksgerichte gebildet. Damit wurde das Amtsgericht Alsleben aufgehoben. Alsleben kam zum Kreis Bernburg. Es entstand das Kreisgericht Bernburg im Sprengel des Bezirksgerichts Halle.